# Bộ Thử (鼠)
Bộ Thử, bộ thứ 208 có nghĩa là "chuột" là 1 trong 4 bộ có 13 nét trong số 214 bộ thủ Khang Hy.
Trong Từ điển Khang Hy có 92 chữ (trong số hơn 40.000) được tìm thấy chứa bộ này.

## Tự hình Bộ Thử (鼠)

Giáp cốt văn
Đại triện
Tiểu triện

## Chữ thuộc Bộ Thử (鼠)
| Số nét bổ sung | Chữ                         |
| -------------- | --------------------------- |
| 0              | 鼠鼠/thử/ 鼡/thử/           |
| 4              | 鼢/phân/ 鼣/phệ/ 鼤         |
| 5              | 鼥 鼦 鼧 鼨 鼩 鼪 鼫 鼬     |
| 6              | 鼭                          |
| 7              | 鼮/đình/ 鼯/ngô/ 鼰         |
| 8              | 鼱/tinh/                    |
| 9              | 鼲/côn/ 鼳/kích/ 鼴/yển/ 鼵 |
| 10             | 鼶 鼷/hề/ 鼸/khiểm/ 鼹/yển/ |
| 15             | 鼺/luy/                     |